# Christina Aguilera (album)
Christina Aguilera amerikai popénekes első studióalbuma, ami 1999-ben jelent meg az Egyesült Államokban. Az album első sikerét a Genie in a Bottle című dal hozta, ezt követte a What a Girl Want, I Turn to Yo és a Come on over Baby (All I Want Is You. Az albumból az USA-ban 8 milliót, világszerte 13 millió darabot adtak el.

## Dalok
1. Genie in a Bottle
2. What a Girl Wants
3. I Turn to You
4. So Emotional
5. Come On Over Baby (All I Want Is You)
6. Reflection
7. Love for All Seasons
8. Somebody’s Somebody
9. When You Put Your Hands on Me
10. Blessed
11. Love Will Find a Way
12. Obvious

## Kislemezek
- Reflection – 1998
- Genie in a Bottle – 1999
- What a Girl Wants – 1999
- I turn to You – 2000
- Come on Over Baby (All I Want Is You) – 2000